# Frans Duwaer
Frans (Franciscus) Duwaer (* 1. Januar 1911 in Amsterdam; † 10. Juni 1944 in Overveen, Bloemendaal) betrieb eine Druckerei mit Verlag in Amsterdam. Er war nach der deutschen Besetzung der Niederlande im Mai 1940 im Widerstand tätig.

## Leben

### Beruf
Frans Duwaer hatte die Druckerei vom Vater übernommen und führte den Familienbetrieb J. F. Duwaer & Söhne in der Nieuwe Looierstraat 45–47 verantwortlich weiter.

### Widerstand und Todesurteil
Während der deutschen Besatzungszeit war Frans Duwaer Mitglied eines Widerstandskreises um Gerrit van der Veen namens „Persoonsbewijzencentrale (PBS)“. Sie fälschten Personalausweise, um Menschen vor Verhaftung und Deportation zu schützen. Zur Perfektionierung der Fälschungen besorgte Frans Duwaer eine spezielle Setz- und Gießmaschine. Neben den ID-Karten, die jede Person in den Niederlanden bei sich tragen musste, wurden verstärkt seit 1943 auch Lebensmittelkarten, Ausnahmeberechtigungen und diverse andere Ausweispapiere gefertigt. Die Arbeit fand geheim und ausschließlich an arbeitsfreien Sonntagen statt.
Wie sich Frans Duwaer und Gerrit van der Veen kennengelernt hatten, ob schon vor 1940 über die Druck- und Verlagsarbeit von Ausstellungskatalogen des Bildhauers oder nach 1940 über gemeinsame Bekannte, wie Willem Sandberg oder WJC Arondeus, ist nicht geklärt.
Frans Duwaer wurde am 8. Juni 1944 von der Sicherheits-Polizei verhaftet. Ein sofort einberufenes Polizeistandgericht in Amsterdam verurteilte ihn zum Tode. Am 10. Juni 1944 wurde Frans Duwaer mit Gerrit van der Veen und fünf anderen Widerstandskämpfern, Paul Guermonprez, Johan Limpers, Karel Pekelharing, Albert Reulen und Jacobus Frenken, in den Dünen bei Overveen erschossen.

## Ehrungen
Frans Duwaer erhielt posthum das Widerstandskreuz (niederländisch: „Verzetskruis“). Er wurde in die „Ehrenliste der Gefallenen zwischen 1940 bis 1945“ eingetragen und auf dem Ehrenfriedhof Bloemendaal wird an ihn erinnert. Friedrich Vordemberge-Gildewart und Willem Sandberg gaben 1945 für Frans Duwaer das Gedenkbuch fd von seinen Freunden, Frans Duwaer 1.1.1911 - 10.6.1944 heraus. Nach einem Entwurf von Hildo Krop wurde eine Gedenkmünze für Gerrit Jan van der Veen und Frans Duwaer 1945 herausgegeben.
In Amsterdam wie auch in Middelburg wurde eine Straße nach Frans Duwaer benannt.